# Isadelphina xylochroa
Isadelphina xylochroa là một loài bướm đêm trong họ Noctuidae.